# Wintergatan
Wintergatan (²vɪntɛrˌɡɑːtan, Via Lattea) è un gruppo musicale folktronica svedese di Göteborg.

## Storia
Due membri, Martin Molin e Marcus Sjöberg, facevano precedentemente parte del trio elettro folk Detektivbyrån. Tutti i membri sono polistrumentisti, eseguendo i brani con diversi strumenti musicali, molti dei quali rari o autocostruiti.
Il loro album di debutto Wintergatan venne distribuito nel 2013.

## Marble Machine
Tra il dicembre 2014 ed il marzo 2016, il gruppo pubblica diversi video su YouTube dove Martin Molin documenta la costruzione della Marble Machine, una complessa serinette che utilizza sferette (in inglese marbles, da cui il nome dello strumento) per suonare i vari elementi musicali presenti nel complesso.
Da gennaio 2017 Martin Molin inizia la progettazione e costruzione della Marble Machine X, una evoluzione della prima Marble Machine, pubblicando ogni settimana un video su YouTube in cui mostra l'andamento della costruzione e i problemi affrontati.

## Formazione
- Evelina Hägglund
- Martin Molin - Theremin, Marble Machine, glockenspiel
- Marcus Sjöberg
- David Zandén

## Discografia

### Album in studio
- 2013 - Wintergatan

### Album dal vivo
- 2017 - Wintergatan Live at Vicoriateatern

### Singoli
- 2011 - Emerson
- 2013 - Sommarfågel
- 2013 - Starmachine2000
- 2013 - Tornado
- 2013 - The Rocket
- 2013 - Valentine
- 2013 - Biking Is Better
- 2013 - Slottskogen Disc Golf Club
- 2013 - Västanberg
- 2013 - All Was Well
- 2013 - Paradis
- 2014 - Visa från Utanmyra
- 2016 - Marble Machine
- 2017 - Dr. Wilys Castle